# Domenico Ferrata

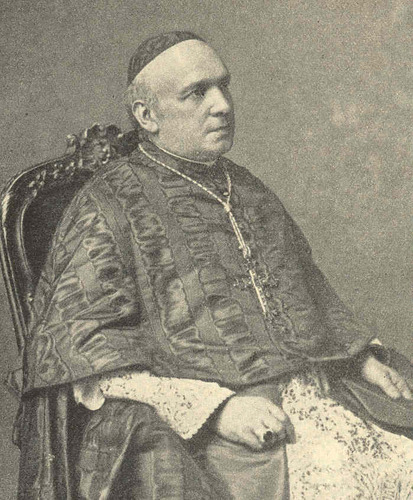
Kardinal Ferrata

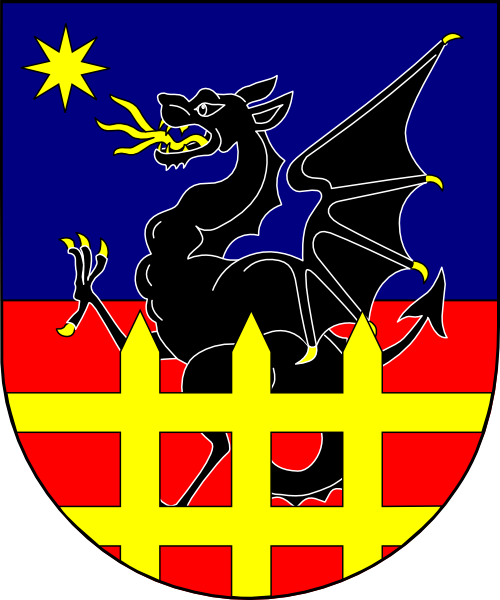
Wappenschild von Domenico Ferrata

Domenico Kardinal Ferrata (* 4. März 1847 in Gradoli, Provinz Viterbo, Kirchenstaat heute Italien; † 10. Oktober 1914 in Rom, Italien) war ein vatikanischer Diplomat und später ein Kurienkardinal der römisch-katholischen Kirche.

## Leben
Domenico Ferrata wurde am 4. März 1847 in Gradoli geboren. Am 18. September 1869 empfing Ferrata das Sakrament der Priesterweihe. 1876 erhielt er eine Professur für Kirchenrecht in Rom. 1879 wurde er Auditor an der apostolischen Nuntiatur zu Paris.
Im April 1885 wurde Ferrata zum Titularerzbischof von Thessalonica und Apostolischen Nuntius in Belgien ernannt. Die Bischofsweihe spendete ihm am 19. April 1885 der damalige Kardinalstaatssekretär, Lodovico Kardinal Jacobini; Mitkonsekratoren waren Édouard-Joseph Belin, Bischof von Namur, und Isidore-Joseph du Rousseaux, Bischof von Tournai. 1891 wurde Domenico Ferrata Nuntius in Frankreich.
Im Alter von 49 Jahren wurde er am 22. Juni 1896 durch Papst Leo XIII. als Kardinalpriester mit der Titelkirche Santa Prisca in das Kardinalskollegium aufgenommen.
In den darauf folgenden Jahren wirkte Ferrata als Kardinalpräfekt in diversen Kongregationen der römischen Kurie, so 1899 bis 1900 als vorletzter Präfekt der 1904 aufgelösten Kongregation für Ablässe und die heiligen Reliquien, 1900 bis 1902 als Präfekt der Ritenkongregation und 1908 bis 1914 als Präfekt der von Pius X. neuerrichteten Heiligen Kongregation für die Sakramentenordnung. Am 2. Januar 1914 ernannte ihn der Papst zum Sekretär des Heiligen Offiziums.
Einen Monat vor seinem Tod ernannte ihn Papst Benedikt XV. am 4. September 1914 zum Kardinalstaatssekretär.